# Peromyscus carletoni
Peromyscus carletoni — вид ссавців-гризунів родини хом'якових (Cricetidae). Ендемік Наяриту (Мексика). Його загальна довжина — 175 мм, хвіст — 93 мм, задні лапи — 20 мм і вуха — 19 мм. Його природне середовище проживання — соснові та дубові ліси, розташовані на висоті понад 2000 м над рівнем моря. Вид був названий на честь американського зоолога Майкла Діна Карлетона.